# Sant Esteve del Mall
Sant Esteve del Mall és un llogaret del municipi d'Isàvena, a la Baixa Ribagorça d'Osca. Està situat a 1.052 metres d'altitud, al cim d'un serrat, dalt de la vall de l'Isàvena, de l'ermita de Pedrui i de l'afluent del riu Isàvena, per l'esquerra, el barranc de Sant Esteve, contrafort meridional de la serra de Sis.

## Història
L'antic municipi de Queixigar s'havia anomenat fins al 1920 Sant Esteve de Mall, donat que aquest poble era el centre administratiu. Va canviar de nom degut a un canvi de capitalitat. El 1970 el terme d'Isàvena incorporà Sant Esteve del Mall, (Decret 38/70, de 21 de març). Al mateix temps es fusionaven Queixigar i Monesma de Benavarri per formar el terme de Monesma i Queixigar.
El comte Ramon II de Ribagorça s'hi fortificà al segle X per a la conquesta de Roda d'Isàvena.
Dalt del poble trobem les restes de l'edifici de la primitiva església del castrum o fortificació altmedieval de Sant Esteve del Mall, edificada a expenses del comte Bernat Unifred i demolida per Abd-al-Malik en 1006. La família Gausbert, al final del segle XII, va començar la reconstrucció.

L'any 1124 va ser consagrada l'església de Sant Esteve.
Segons el cens de l'any 1381 a Sant Esteve del Mall hi havia 32 llars. L'any 1385, 48 morabatins i 25 cases en el cens de l'any 1554. L'any 1980 hi havia 41 habitants; el 2008 només 6.

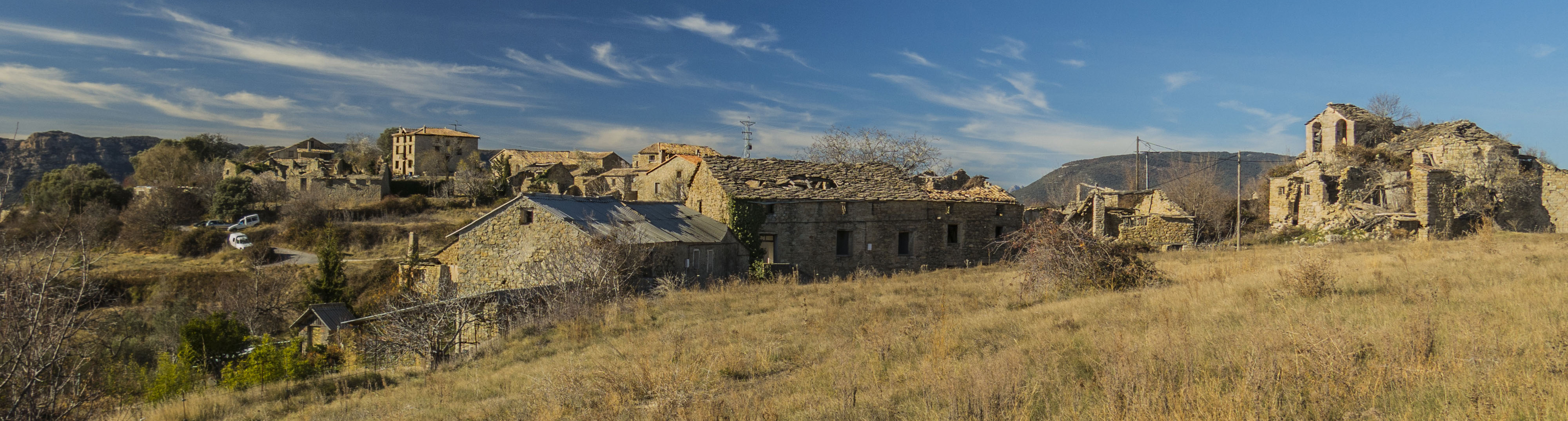
Vista panoràmica de Sant Esteve del Mall